# Benedikt Härlin

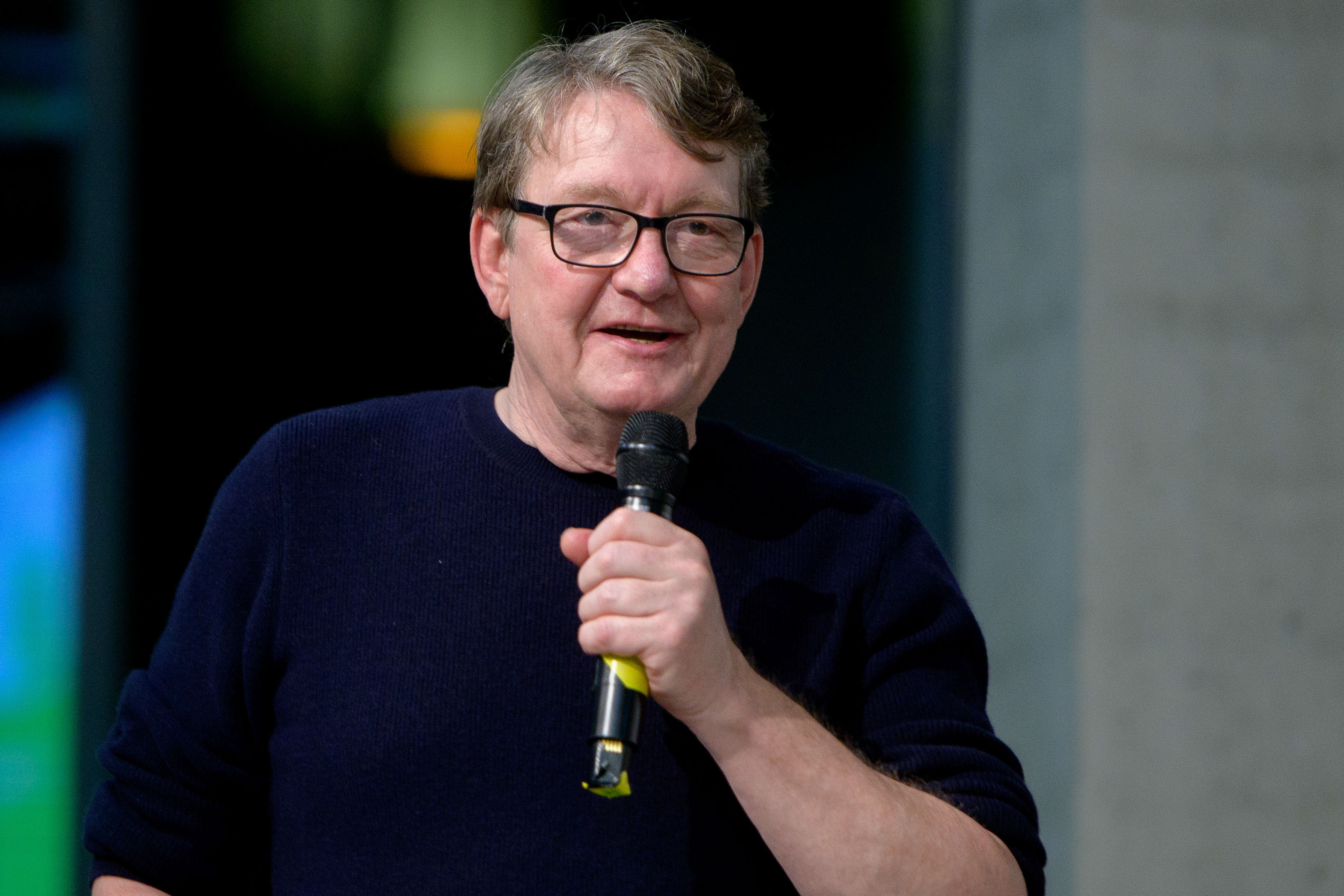
Benedikt Härlin, 2023

Benedikt Härlin (auch Benny Härlin, * 1. Januar 1957 in Stuttgart) ist ein deutscher Journalist und ehemaliger Politiker (Grüne), Sohn des Journalisten Peter Härlin.

## Berlin und Europaparlament
Benedikt Härlin gehörte seit 1977 zu den Herausgebern der Zeitschrift radikal und gründete 1978 die „Zeitungskooperative“, einen Zusammenschluss alternativer Zeitschriften in Berlin. Im selben Jahr beteiligte er sich an der Gründung der Alternativen Liste für Demokratie und Umweltschutz und des Netzwerks Selbsthilfe. Seit 1980 arbeitete er für den Berlin-Teil der Tageszeitung. Seine Erfahrungen als Hausbesetzer verarbeitete er in mehreren Artikeln im Kursbuch und (zusammen mit Michael Sontheimer) in dem Buch Potsdamer Straße – Sittenbilder und Geschichten.
Zusammen mit Michael Klöckner wurde er am 13. Juni 1983 als presserechtlich Verantwortlicher der radikal festgenommen. Im Prozess 1984 vor dem Berliner Kammergericht wurden Härlin als Herausgeber und Klöckner für journalistische und buchhalterische Tätigkeiten bei radikal zu Gefängnisstrafen von je zweieinhalb Jahren ohne Bewährung verurteilt. Die Richter erachteten dies als Werbung für eine terroristische Vereinigung sowie Aufforderung zu und Billigung von Straftaten. Der Prozessverlauf und das Urteil stießen auf öffentliche Kritik und wurden von Journalistenverbänden als „gewolltes Exempel“ und „Gefahr für die Pressefreiheit“ bezeichnet. Besonders das Verhalten des Vorsitzenden Richters Dieter Palhoff wurde kritisiert. 1984 nahmen die Grünen Härlin in ihre Wahlliste zum Europäischen Parlament (EP) auf. Im Mai 1984 wurde er gewählt und Abgeordneter in der „Regenbogenfraktion“ (Vorläufer der Fraktion Grüne/EFA). Durch ihre Wahl ins EP genossen Härlin und Klöckner Immunität und mussten die Haftstrafen nicht antreten. Das Urteil wurde 1990 vom Bundesgerichtshof aufgehoben.

## Gegen Grüne Gentechnik
Während eines Aufenthalts in den Vereinigten Staaten begegnete er Jeremy Rifkin, von dem er erstmals etwas über die Grüne Gentechnik hörte. Nach seiner Rückkehr wurde Härlin der lautstärkste Kritiker der Grünen Gentechnik im Europäischen Parlament. Er führte parlamentarische Initiativen, um zumindest vorübergehend ein komplettes Verbot der Freisetzung von gentechnisch veränderten Organismen in Europa durchzusetzen, diese scheiterten jedoch. 1986 war Härlin einer der Mitbegründer des „Gen-ethischen Netzwerks“.
1990 verließ Härlin das EU-Parlament und kehrte nach Deutschland zurück. In den 1990er Jahren war er zunächst Mitarbeiter beim Greenpeace-Magazin, dann Büroleiter für Greenpeace in Berlin, und machte Kampagnenarbeit gegen Umweltgifte. Als 1996 erstmals transgene Pflanzen für den Import nach Europa zugelassen wurden, konzentrierte sich Härlin wieder auf die Gentechnik. Er überzeugte seine anfangs skeptischen Kollegen bei Greenpeace von der Idee, gegen Gentechnik aktiv zu werden. Seine Vision war es, in der Öffentlichkeit die Stimmung gegen Gentechnik und ihre Erzeuger zu drehen, um die Technologie zu stoppen. Härlin wurde mit der Leitung der ersten Kampagnen von Greenpeace beauftragt. Als im Herbst 1996 die ersten Schiffslieferungen mit Produkten aus transgenen Pflanzen im Hamburger Hafen ankamen, wurden sie von Greenpeace-Aktivisten empfangen, die ein Andocken zu verhindern versuchten und Plakate gegen den Import von „Genpflanzen“ ausrollten.
Härlin war auch am Zustandekommen und der Weiterentwicklung des Cartagena-Protokolls für biologische Sicherheit beteiligt.
Seit 2002 arbeitet er für die Zukunftsstiftung Landwirtschaft und ist Initiator der Initiative Save Our Seeds, die sich gegen Gentechnik im Saatgut engagiert, und der Aktion Golden Bantam. Er organisierte den Kongress Planet Diversity und organisiert regelmäßige Treffen der gentechnikfreien Regionen Europas. Er vertrat 2004–2008 die nordamerikanischen und europäischen Nichtregierungsorganisationen im Aufsichtsrat des Weltagrarberichts und ist Mitglied der International Commission on the Future of Food.

## Publikationen (Auswahl)
- Hrsg.: Netzwerk Selbsthilfe e. V., Redaktion: Benny Härlin: 1 Jahr Netzwerk-Selbsthilfe. Rotation, Berlin 1979, ISBN 3-88384-002-5.
- mit Michael Sontheimer: Potsdamer Straße. Sittenbilder und Geschichten. Rotbuch Verlag, Berlin 1983, ISBN 3-88022-274-6.
- Friedliche Koexistenz? Landwirtschaft mit oder ohne Gentechnik. In: Genopoly: Das Wagnis Grüne Gentechnik. Ökom, München 2003, ISBN 3-936581-05-3 (Band 81–82 von Politische Ökologie), S. 81–86.

## Filme
- Bauer unser – Dokumentarfilm, Österreich 2016 – Regie: Robert Schabus